# Tobias Fornier, Antique
Tobias Fornier là một đô thị cấp bốn ở tỉnh Antique, Philippines. Theo điều tra dân số năm 2015, đô thị này có dân số 33.046 người trong.

## Các đơn vị hành chính
Tobias Fornier, về mặt hành chính, được chia thành 50 khu phố (barangay).
| - Abaca - Aras-Asan - Arobo - Atabay - Atiotes - Bagumbayan - Ballescas - Balud - Barasanan A - Barasanan B - Barasanan C - Bariri - Camandagan - Cato-ogan - Danawan - Diclum - Fatima | - Gamad (Igdamacio) - Igbalogo - Igbangcal-A - Igbangcal-B - Igbangcal-C - Igcabuad - Igcado - Igcalawagan - Igcapuyas - Igcasicad (San Pedro) - Igdalaguit - Igdanlog - Igdurarog - Igtugas - Lawigan - Manaling (Cata-an) - Masayo | - Nagsubuan - Paciencia - Poblacion Norte - Poblacion Sur - Portillo - Quezon - Opsan (San Jose) - Nasuli-A (San Ramon) - Salamague (Santa Maria) - Sto. Tomas (Nasuli-B) - Tacbuyan - Tene - Villaflor - Ysulat - Igcadac - Lindero |